# Odontopygiba aurita
Odontopygiba aurita är en mångfotingart som beskrevs av Carl Graf Attems 1927. Odontopygiba aurita ingår i släktet Odontopygiba och familjen Odontopygidae. Inga underarter finns listade i Catalogue of Life.